# SoulCalibur II
SoulCalibur II (ソウルキャリバーII, Sōrukyaribā Tsū) est un jeu vidéo de combat développé et édité par Namco, ainsi que le troisième opus de la série Soul. SoulCalibur est le nom de l'épée sacrée, créée pour vaincre l'épée maléfique nommée Soul Edge, épée sur laquelle le scénario se focalise principalement. L'adaptation du jeu expose Heihachi Mishima de Tekken, Link de The Legend of Zelda, Spawn de la série des bandes-dessinées de Todd McFarlane, et Necrid, un nouveau personnage créé par Todd McFarlane. Chacun de ces trois personnages est inédit sur les versions commercialisées (PS2, GameCube et Xbox, respectivement), tandis que Necrid est présent sur les trois versions.
Depuis le remake HD Online sur PlayStation 3 et Xbox 360, Heihachi Mishima et Spawn sont disponibles dans les deux versions. Link de The Legend of Zelda n'est pas jouable.

## Trame

### Scénario
Le jeu se déroule 4 ans après les événements de SoulCalibur. Le grand massacre qui avait terrorisé l'Europe s'arrête d'une façon subite. Le chevalier à l'armure azur, Nightmare, et ses sbires ont réussi à collecter assez d'âmes, sous l'influence maléfique de Soul Edge, et étaient prêts à commencer la cérémonie à Ostreinsburg. À peine la cérémonie commencée, trois jeunes guerriers attaquent le royaume. Après un intense combat, Nightmare perd, mais l'âme maléfique à l'intérieur de Soul Edge envoie les trois jeunes guerriers dans un vortex.
Alors que SoulCalibur, l'épée des esprits, devient une menace de plus en plus grande aux yeux de Soul Edge, cette dernière se met en tête de rassembler ses fragments manquants, éparpillés à travers le monde, afin de recouvrer sa pleine puissance et, ainsi, détruire SoulCalibur.

### Personnages
Quatre nouveaux personnages ont été intronisés dans SoulCalibur II : Cassandra (doublée en version originale par Debbie Rogers, la sœur de Fred Rogers), la sœur du personnage dénommé Sophitia. Raphael (doublé par Paul Jennings), Talim (doublé par Julie Parker) et Yun-seong (doublé par Jim Singer, le petit frère de Carrie Savage). Cependant, bien que les styles de combat de Cassandra et Yun-seong soient dérivés de ceux de Sophitia et Hwang Seong-gyeong, les styles de combat de Raphael et Talim sont entièrement inédits. Charade, comme pour ses prédécesseurs, Edge Master et Inferno, adapte son style devant chacun de ses adversaires. Chacune des versions incluent Necrid, qui n'est auparavant pas apparu dans la version arcade de SoulCalibur II. Necrid, comme pour Spawn, a été réalisé par le dessinateur Todd McFarlane. D'autres personnages incluent Voldo, Ivy et Nightmare.
Les personnages de Soul Edge et Soulcalibur Seung Mina et Sophitia font leur retour. Lizardman revient également, mais n'est disponible qu'en mode VS et dans certaines parties du Weapon Master. Depuis la liste des personnages de SoulCalibur, ceux qui n'ont pas fait leur retour dans SoulCalibur II en tant que personnages incluent Nathaniel « Rock » Adams et Edge Master. Inferno est uniquement inclut dans cette version du jeu en tant que personnage non jouable. Assassin et Berserker ont un style très similaire à celui de Hwang et Rock. Hwang, Siegfried et Rock, reviennent dans le troisième opus du même nom.

## Système de jeu
Soul Calibur II est un jeu de combat en 3D classique, comme Dead or Alive 3 ou encore Tekken 4. Il ajoute un élément particulier : chaque combattant est équipé d'une arme blanche comme une épée, un couteau ou une hache. Les combats se déroulent dans des arènes qui possèdent chacune un thème particulier.
Il est possible d'incarner 19 personnages ayant chacun 12 armes, même si les joueurs retrouvent un combattant à mains nues qui peut invoquer des armes (Necrid), un personnage pouvant manier toutes sortes d'armes (Charade) et trois autres ayant un type d'arme imposé. Le jeu compte au total 23 combattants et 200 armes, la plupart étant à débloquer par un système de gain d'argent permettant de débloquer des costumes, six cinématiques, quinze arènes et un système d'image.
Dans la version arcade uniquement, le jeu comprend un mode Conquest où le but est de conquérir des territoires en gagnant des combats contre les autres joueurs. Le joueur peut sauvegarder sa progression dans la borne en utilisant un code. Sur console uniquement, le jeu comprend un mode Quest (Le mode « Maitre d'Armes ») qui narre l'histoire du combattant sélectionné par le joueur. Celui-ci se déplace dans différentes zones au sein desquelles il doit participer à des épreuves variées, entre autres : mettre K.O. un adversaire alors que sa vie se régénère, tuer un certain nombre d'ennemis en temps limité, ou encore gagner un round sans être touché une seule fois.
Ces missions augmentent en difficulté, et mettent en scène un scénario où le joueur parcours le monde afin de trouver la Soul Edge (les noms de certaines des régions sont aussi le nom d'étoiles : Antares, Régulus, Aldébaran, Arcturus).

## Accueil
SoulCalibur II a été classé 18e meilleur jeu créé dans la liste du Top 200 des jeux vidéo de Nintendo Power'. Les critiques médiatiques concernant SoulCalibur II ont été en grande majorité favorable, et le jeu reçoit une moyenne générale de 91 % sur GameRankings, alors que le jeu vidéo se vend très bien. Il a également été noté à 9,2 sur 10 par IGN. Il reçoit une note de 10, 9 et 10 sur 10 par les critiques de Electronic Gaming Monthly : le premier critique, Shawn Elliott, pensait qu'il s'agissait du meilleur jeu vidéo de combat jamais créé, et le troisième critique, Dan Hsu, affirme qu'aucun jeu vidéo de ce type « n'avait autant de profondeur que SC2 ».
GameRankings attribue une moyenne générale de 91,3 % pour la version PlayStation 2, 92,3 % pour la version GameCube et 91,6 % pour la version Xbox. Le site français Jeuxvideo.com attribue une moyenne de 19 sur 20 pour les trois versions,,.